# Darapsa versicolor
Darapsa versicolor  (лат.) — северо-американский вид бабочек рода Darapsa семейства бражников, называемый также «гортензийный бражник» (англ. Hydrangea sphinx).

## Ареал
Бражник Darapsa versicolor обитает на восточном побережье Северной Америки.

## Местообитание
Влажные низменные места с зарослями растений, которыми питаются гусеницы этого вида.

## Описание
Бабочка с размахом крыльев 5,8—8 см. Передние крылья сверху зеленовато-коричневые с тёмными разводами и розовато-белыми пятнами. Нижние крылья от светло-жёлтого до красно-коричневого цвета с белой верхней полосой; внешняя граница — зеленовато-коричневая, внутренняя граница — с беловатым оттенком.

## Жизненный цикл
Гусеницы выводятся из отложенных самкой яиц через 7 дней. Растениями-хозяевами для гусениц служат гортензия древовидная (Hydrangea arborescens), цефалантус западный (Cephalanthus occidentalis) и Decodon verticillatus. Окукливание происходит в опавшей листве, кокон — рыхлый, состоит из листьев и шёлка.
За год появляется единственное поколение, взрослые бабочки вылетают в июне-июле на севере ареала и всё лето в южных регионах.